# (Krieg und Welt)
(Krieg und Welt) ist ein 2006 bei Jung und Jung erschienenes Buch des Schriftstellers Peter Waterhouse. (Krieg und Welt) ist der bisher umfangreichste Text des Autors.

## Inhalt
Das Buch ist in zwanzig Kapitel untergliedert:
1. Unsere Namen werden lebendig
2. Die Wiederanfänge
3. Die Erfindungen
4. Die Straßen
5. Die Antworten
6. Road-Songs and Night-Songs and Morning-Songs
7. Das Klangtal
8. Brünner Straße – the carrying streams
9. Die Ebenen
10. Polarisierung
11. Secret Acts 1911
12. Am Vorfeiertag am Ufer der Morawa sitzend, mit einem Gedanken an Gaston Paris
13. Moskauer Kindheit
14. Morava-Palast, Kapitol-Kino
15. Ich sah die Schwierigkeiten, einen Plan zu machen
16. Die Traditionen
17. Ameis
18. The Road to Moscow
19. Durchsuchung der Felder, Waldstücke und Täler
20. Die Namen

## Rezeption
Vergleichbar mit Tolstois „Krieg und Frieden“ wird „(Krieg und Welt)“ nicht als „Roman“ gehandelt, obwohl diese Kategorisierung in einigen Rezensionen zum Buch Waterhouses auftaucht. Wendelin Schmidt-Dengler nimmt das Buch in seine „Vorlesungen zur österreichischen Literatur 1990 bis 2008“ auf und bezeichnet es als „ein Buch über das Übersetzen und somit auch ein Stück angewandter Sprachphilosophie“. Der Verlag bewirbt das Buch als „ein Hauptwerk der gegenwärtigen Literatur“.